# Strada statale 587 di Cortemaggiore
La ex strada statale 587 di Cortemaggiore (SS 587), ora strada provinciale 587 R di Cortemaggiore (SP 587 R), è una strada provinciale italiana che si sviluppa per intero in Emilia-Romagna.

## Percorso
Ha inizio nel territorio comunale di Piacenza, a est della città, dalla ex strada statale 10 Padana Inferiore; attraversa quindi il territorio comunale di Caorso e arriva a Cortemaggiore, dove si innesta sulla ex strada statale 462 della Val d'Arda.
In seguito al decreto legislativo n. 112 del 1998, dal 2001 la gestione è passata dall'ANAS alla Regione Emilia-Romagna, che ha provveduto al trasferimento dell'infrastruttura al demanio della Provincia di Piacenza.